# Ociușa, Sofia
Ociușa (în bulgară Очуша) este un sat în comuna Kosteneț, regiunea Sofia,  Bulgaria. 

## Demografie
Componența etnică a satului Ociușa
     Bulgari (80%)
     Nicio identificare (20%)
     Altele (0%)
La recensământul din 2011, populația satului Ociușa era de 50 locuitori. Din punct de vedere etnic, majoritatea locuitorilor (80%) erau bulgari. Pentru 20% din locuitori nu este cunoscută apartenența etnică.